# Liste des paroisses civiles du Somerset

Localisation du comté du Somerset en Angleterre.

Voici la liste des paroisses civiles du comté cérémoniel du Somerset, en Angleterre.

## Liste des paroisses civiles par district

### Bath and North East Somerset

Carte du district de Bath and North East Somerset.

Ce district est entièrement découpé en paroisses, à l'exception de la partie de la ville de Bath qui faisait partie du borough de comté de Bath.
- Bathampton
- Batheaston
- Bathford
- Camerton
- Charlcombe
- Chelwood
- Chew Magna
- Chew Stoke
- Claverton
- Clutton
- Combe Hay
- Compton Dando
- Compton Martin
- Corston
- Dunkerton and Tunley
- East Harptree
- Englishcombe
- Farmborough
- Farrington Gurney
- Freshford
- High Littleton
- Hinton Blewett
- Hinton Charterhouse
- Kelston
- Keynsham (ville)
- Marksbury
- Midsomer Norton (ville)
- Monkton Combe
- Nempnett Thrubwell
- Newton St Loe
- Norton Malreward
- Paulton
- Peasedown St John
- Priston
- Publow
- Radstock (ville)
- Saltford
- Shoscombe
- Southstoke
- Stanton Drew
- Stowey-Sutton
- Swainswick
- Temple Cloud with Cameley
- Timsbury
- Ubley
- Wellow
- Westfield
- West Harptree
- Whitchurch

### Mendip

Carte du district de Mendip.

Ce district est entièrement découpé en paroisses.
- Ashwick
- Baltonsborough
- Batcombe
- Beckington
- Berkley
- Binegar
- Buckland Dinham
- Butleigh
- Chewton Mendip
- Chilcompton
- Coleford
- Cranmore
- Croscombe
- Ditcheat
- Downhead
- Doulting
- East Pennard
- Emborough
- Evercreech
- Frome (ville)
- Glastonbury (ville)
- Godney
- Great Elm
- Hemington
- Holcombe
- Kilmersdon
- Lamyatt
- Leigh-on-Mendip
- Litton
- Lullington
- Lydford-on-Fosse
- Meare
- Mells
- North Wootton
- Norton St Philip
- Nunney
- Pilton
- Priddy
- Pylle
- Rode
- Rodney Stoke
- Selwood
- Sharpham
- Shepton Mallet (ville)
- St Cuthbert Out
- Stoke St Michael
- Ston Easton
- Stratton-on-the-Fosse
- Street
- Tellisford
- Trudoxhill
- Upton Noble
- Walton
- Wanstrow
- Wells (cité)
- West Bradley
- West Pennard
- Westbury
- Whatley
- Witham Friary
- Wookey

### North Somerset

Carte du district de North Somerset.

Ce district est entièrement découpé en paroisses.
- Abbots Leigh
- Backwell
- Banwell
- Barrow Gurney
- Blagdon
- Bleadon
- Brockley
- Burrington
- Butcombe
- Churchill
- Clapton in Gordano
- Cleeve
- Clevedon (ville)
- Congresbury
- Dundry
- Flax Bourton
- Hutton
- Kenn
- Kewstoke
- Kingston Seymour
- Locking
- Long Ashton
- Loxton
- Nailsea (ville)
- Pill and Easton-in-Gordano
- Portbury
- Portishead and North Weston (ville)
- Puxton
- St. Georges
- Tickenham
- Walton in Gordano
- Weston in Gordano
- Weston-super-Mare (ville)
- Wick St. Lawrence
- Winford
- Winscombe and Sandford
- Wraxall and Failand
- Wrington
- Yatton

### Sedgemoor

Carte du district de Sedgemoor.

Ce district est entièrement découpé en paroisses.
- Ashcott
- Axbridge (ville)
- Badgworth
- Bawdrip
- Berrow
- Brean
- Brent Knoll
- Bridgwater (ville)
- Bridgwater Without
- Broomfield
- Burnham-on-Sea and Highbridge
- Burnham Without
- Burtle
- Cannington
- Catcott
- Chapel Allerton
- Cheddar
- Chedzoy
- Chilton Polden
- Chilton Trinity
- Compton Bishop
- Cossington
- Durleigh
- East Brent
- East Huntspill
- Edington
- Enmore
- Fiddington
- Goathurst
- Greinton
- Lympsham
- Lyng
- Mark
- Middlezoy
- Moorlinch
- Nether Stowey
- North Petherton
- Othery
- Otterhampton
- Over Stowey
- Pawlett
- Puriton
- Shapwick
- Shipham
- Spaxton
- Stawell
- Stockland Bristol
- Thurloxton
- Weare
- Wedmore
- Wembdon
- West Huntspill
- Westonzoyland
- Woolavington

### South Somerset

Carte du district du South Somerset.

Ce district est entièrement découpé en paroisses.
- Abbas and Templecombe
- Alford
- Aller
- Ansford
- Ash
- Ashill
- Babcary
- Barrington
- Barton St David
- Barwick
- Beercrocombe
- Bratton Seymour
- Brewham
- Broadway
- Bruton
- Brympton
- Buckland St Mary
- Castle Cary
- Chaffcombe
- Chard Town
- Charlton Horethorne
- Charlton Musgrove
- Chillington
- Chilthorne Domer
- Chilton Cantelo
- Chiselborough
- Closworth
- Combe St Nicholas
- Compton Dundon
- Compton Pauncefoot
- Corton Denham
- Crewkerne (ville)
- Cricket St Thomas
- Cucklington
- Cudworth
- Curry Mallet
- Curry Rivel
- Dinnington
- Donyatt
- Dowlish Wake
- Drayton
- East Chinnock
- East Coker
- Fivehead
- Hambridge and Westport
- Hardington Mandeville
- Haselbury Plucknett
- Henstridge
- High Ham
- Hinton St George
- Holton
- Horsington
- Horton
- Huish Episcopi
- Ilchester
- Ilminster (ville)
- Ilton
- Isle Abbots
- Isle Brewers
- Keinton Mandeville
- Kingsbury Episcopi
- Kingsdon
- Kingstone
- Kingweston
- Knowle St Giles
- Langport (ville)
- Limington
- Long Load
- Long Sutton
- Lopen
- Lovington
- Maperton
- Marston Magna
- Martock
- Merriott
- Milborne Port
- Misterton
- Montacute
- Muchelney
- Mudford
- North Barrow
- North Cadbury
- North Cheriton
- North Perrott
- Norton-sub-Hamdon
- Odcombe
- Penselwood
- Pitcombe
- Pitney
- Puckington
- Queen Camel
- Rimpton
- Seavington St Mary
- Seavington St Michael
- Shepton Beauchamp
- Shepton Montague
- Somerton (ville)
- South Barrow
- South Cadbury and Sutton Montis
- South Petherton
- Sparkford
- Stocklinch
- Stoke-sub-Hamdon
- Stoke Trister
- Tatworth and Forton
- The Charltons
- Tintinhull
- Wambrook
- Wayford
- West Camel
- West and Middle Chinnock
- West Coker
- West Crewkerne
- Whitelackington
- Whitestaunton
- Wincanton (ville)
- Winsham
- Yarlington
- Yeovil (ville)
- Yeovil Without
- Yeovilton

### Somerset West and Taunton

Carte du district de Somerset West and Taunton.

Ce district est entièrement découpé en paroisses, à l'exception d'une partie de l'ancien borough municipal de Taunton.
- Ashbrittle
- Ash Priors
- Bathealton
- Bickenhall
- Bicknoller
- Bishop's Hull
- Bishops Lydeard
- Bradford-on-Tone
- Brompton Ralph
- Brompton Regis
- Brushford
- Burrowbridge
- Carhampton
- Cheddon Fitzpaine
- Chipstable
- Churchstanton
- Clatworthy
- Combe Florey
- Comeytrowe
- Corfe
- Cotford St Luke
- Cothelstone
- Creech St Michael
- Crowcombe
- Curland
- Cutcombe
- Dulverton (ville)
- Dunster
- Durston
- East Quantoxhead
- Elworthy
- Exford
- Exmoor
- Exton
- Fitzhead
- Halse
- Hatch Beauchamp
- Holford
- Huish Champflower
- Kilve
- Kingston St. Mary
- Langford Budville
- Luccombe
- Luxborough
- Lydeard St. Lawrence
- Milverton
- Minehead (ville)
- Minehead Without
- Monksilver
- Nettlecombe
- North Curry
- Norton Fitzwarren
- Nynehead
- Oake
- Oare
- Old Cleeve
- Orchard Portman
- Otterford
- Pitminster
- Porlock
- Ruishton
- Sampford Arundel
- Sampford Brett
- Selworthy
- Skilgate
- Staple Fitzpaine
- Staplegrove
- Stawley
- Stogumber
- Stogursey
- Stoke St Gregory
- Stoke St Mary
- Stringston
- Thornfalcon
- Timberscombe
- Tolland
- Treborough
- Trull
- Upton
- Watchet (ville)
- Wellington (ville)
- Wellington Without
- West Bagborough
- West Buckland
- West Hatch
- West Monkton
- West Quantoxhead
- Williton
- Winsford
- Withycombe
- Withypool and Hawkridge
- Wiveliscombe (ville)
- Wootton Courtenay